# Максимилиан Гарден
Максимилиан Га́рден (нем. Maximilian Harden, настоящее имя Феликс Эрнст Витковский, нем. Felix Ernst Witkowski, псевдоним «Апостата»; 20 октября 1861, Берлин — 30 октября 1927, Монтана, Швейцария) — немецкий журналист, актёр и публицист. В 1907 году обрёл известность разоблачением порочных наклонностей людей из ближайшего окружения императора Германии Вильгельма II.

## Биография
Максимилиан Гарден родился в еврейской семье. Отец, Арнольд Витковский, был торговцем шёлком. Брат Максимилиана Рихард стал влиятельным банкиром и политиком. Максимилиан учился во французской гимназии в Берлине и, получив затем актёрское образование, гастролировал с театральной труппой по Германии. В 1878 году перешёл в протестантство. С 1884 года писал критические статьи о театре для различных газет. Под псевдонимом «Апостата» публиковал также статьи на политические темы.
В 1892 году Гарден основал еженедельник Die Zukunft, для которого писал статьи о политике и искусстве. Гарден, поначалу придерживавшийся монархических взглядов и выступавший горячим поклонником Бисмарка, впоследствии скептически высказывался о правительстве Вильгельма II. Начиная с 1906 года Гарден выступил с целой серией статей о кайзеровском окружении, так называемом «либенбергском кружке», разоблачив нетрадиционную ориентацию близкого друга и советника германского императора Филиппа цу Эйленбурга. Публикация статей Гардена привела к трём сенсационным процессам против Эйленбурга, которые, несмотря на оправдательные приговоры, нанесли значительный ущерб репутации императорского дома. Эффект взорвавшейся бомбы также произвёл и скандальный процесс против Гардена, инициированный графом Куно фон Мольтке.
С началом Первой мировой войны Гарден постепенно перешёл из партии войны на сторону критиков германской военной политики. Во время Ноябрьской революции Гарден выступил на стороне революционеров. Приветствовал условия Версальского договора, обвиняя Германию в развязывании войны. Круг читателей его газеты Die Zukunft сокращался, как и влиятельность её владельца. Спустя несколько дней после убийства друга Гардена Вальтера Ратенау у его дома в Груневальде 3 июля 1922 года на него самого было совершено покушение, от которого он с трудом оправился. В 1923 году Гарден переехал в Швейцарию, где умер в 1927 году.